# Susanna Kaysen
Susanna Kaysen (11 de noviembre de 1948) es una escritora estadounidense, muy conocida por su memoria escrita Inocencia interrumpida (Girl, Interrupted).

## Biografía
Es originaria de Cambridge, Massachusetts, donde transcurre su vida. Es la hija del economista Carl Kaysen, un profesor del MIT, y asesor del asesinado presidente John F. Kennedy, y de su esposa Annette Neutra Kaysen. Tiene una hermana, y es divorciada. Vivió durante un tiempo en las islas Feroe, sobre la que se basa su novela Far Afield (Muy lejos).
Asistió a la escuela media en la Commonwealth School de Boston, y a la The Cambridge School of Weston, antes de ser enviada al Hospital McLeanl en 1967 a someterse a psicoterapia por un trastorno depresivo mayor. Allí se le diagnosticó trastorno límite de la personalidad. Fue dada de alta después de dieciocho meses. Más tarde se inspiró en esa experiencia para su libro de memorias de 1993 Girl, Interrupted, y que fue adaptada a película dramática, en 1999; siendo actoralmente retratada por Winona Ryder.